# 应天大街
应天大街是南京市主城区南部的一条重要交通干道，横跨秦淮区、雨花台区和建邺区，全长约12公里。该道路因南京古称“应天府”而得名，是连接南京江南与江北的主要通道之一，也是南部新城交通主干道的重要组成部分。应天大街不仅是交通要道，还承载着南京历史文化与现代发展的双重意义。

## 历史沿革

### 命名与更名
应天大街最初于1995年命名为“应天西路”，2004年更名为“应天大街”，以更好地体现其历史渊源和地理特征。
道路名称的变更也反映了南京城市发展的进程，尤其是河西地区的快速城市化。

### 道路扩展与改造
2020年，应天大街东延段被命名为应天东街，西起大明路，东至高桥门转盘，全长2800米，宽60米，进一步提升了南部新城的交通通达性。

## 地理位置与行政区划
应天大街横跨秦淮区、雨花台区和建邺区，东起双桥门，西至应天大街隧道，是南京江南与江北的重要连接线。
沿线区域包括南部新城、河西新区等南京重点发展板块，地理位置优越，交通网络发达。

## 交通功能

### 地铁连接

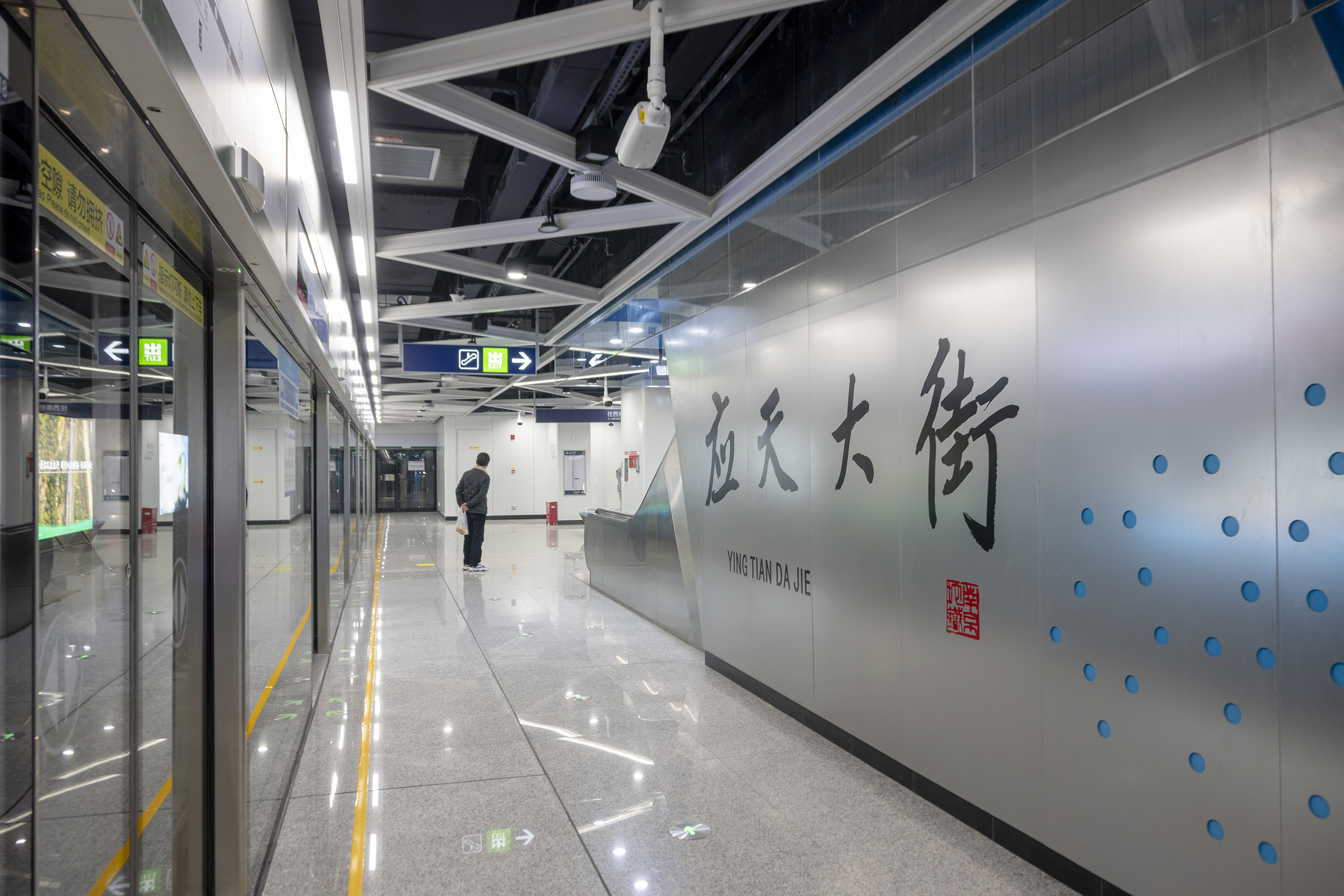
南京地铁应天大街站大字壁

- █ 1号线（中华门站）
- █ 3号线（雨花门站）
- █ 7号线（应天大街站）

### 公交站点
应天大街沿线设有多个公交站点，如“应天大街站”，曾因站名重复问题进行调整，以方便市民识别。

| 应天大街    | 应天大街                           | 应天大街                           | 应天大街                           | 应天大街                           |
| 编号        | 路线                               | 路线                               | 路线                               | 备注                               |
| ----------- | ---------------------------------- | ---------------------------------- | ---------------------------------- | ---------------------------------- |
| 41          | 中和路·高庙路                      | ⇆                                  | 新街口·石鼓路                      |                                    |
| 48          | 奥体新城                           | ⇆                                  | 白马公园                           |                                    |
| 134         | 古平岗南                           | →                                  | 棉花堤渡口                         |                                    |
| 134         | 古平岗                             | ←                                  | 棉花堤渡口                         |                                    |
| 134高峰区间 | Module:CNBUS/NJ/data中无此南京线路 | Module:CNBUS/NJ/data中无此南京线路 | Module:CNBUS/NJ/data中无此南京线路 | Module:CNBUS/NJ/data中无此南京线路 |
| 160         | 邺城路·新亭街                      | →                                  | 红庙                               |                                    |
| 160         | 新亭街·邺城路                      | ←                                  | 红庙                               |                                    |
| 170         | 元前路总站                         | →                                  | 清江南路                           |                                    |
| 170         | 元前路总站                         | ←                                  | 清江南路（越洋国际）               |                                    |
| 186         | 福润总站                           | ⇆                                  | 莫愁湖公园西门                     |                                    |

## 经济与商业价值
应天大街沿线是南京南部新城的核心区域，汇聚了高端住宅、商业综合体和产业园区。
南部新城的规划以未来网络、智能制造等产业为重点，进一步提升了应天大街的经济价值。